# Nagurus pallidus
Nagurus pallidus är en kräftdjursart som beskrevs av Nunomura 1991. Nagurus pallidus ingår i släktet Nagurus och familjen Trachelipodidae. Inga underarter finns listade i Catalogue of Life.